# Lo aprendí de ti
«Lo aprendí de ti» es una canción escrita e interpretada por el dúo estadounidense Ha*Ash. Se lanzó el 6 de marzo de 2015, como el segundo sencillo de su primer álbum en vivo titulado Primera fila: Hecho realidad. En 2021, el tema formó parte del EP, Lo más romántico de: Ha*Ash.
Alcanzó el primer lugar en la lista México Español Airplay de Billboard, y se certificó con disco de diamante más doble platino por la AMPROFON. A partir de noviembre del 2018, el vídeo oficial de «Lo aprendí de ti» se convirtió en el más visto en formato Primera fila (en vivo), superando la canción «Perdón, perdón» (también del dúo). En el año 2020, su vídeo musical consiguió el billón de reproducciones en YouTube, convirtiéndose en la primera balada en español de un grupo y primeros artistas de Sony Music México en alcanzar dicha cifra.
La pista fue compuesta por Ashley Grace, Hanna Nicole y José Luis Ortega. Líricamente, el tema no repite ninguna estrofa y coro, con el objetivo de mostrar como empieza y termina una relación amorosa. En el año 2016, el dúo junto a José Luis Ortega recibieron el premio Composición y Éxito del Año por la Sociedad de Autores y Compositores de México.

## Antecedentes y composición
«Lo aprendí de ti» de ti es una canción compuesta por Hanna Nicole y Ashley Grace con la coautoría de José Luis Ortega de Río Roma, mientras que la producción fue llevada a cabo por George Noriega y Tim Mitchell. Según palabras de las hermanas, fue difícil para ellas convencer a José Luis para que el tema no repitiese el coro, ya que el objetivo del dúo era de mostrar una historia de amor mediante avanza el tema, como aquel amor te enseña todo lo bueno de una relación y a la vez todo lo malo.
El tema al no repetirse ninguna estrofa y coro, fue según las mismas palabras de las intérpretes difícil para que fuese sencillo, ya que esa estructura de la canción de no ser pegadiza era una "limitante" para que la disquera Sony Music Latin, la escogiera para ser sencillo. Sobre esta situación y la decisión en la estructura de la pista Ashley Grace, comentó: "Teníamos muchas ganas de contar una historia, pesa más líricamente que musicalmente, porque cada coro cambia, en cada uno estamos con una parte diferente de la historia de amor. Cuando terminas una relación y quedas muy dolida muchas veces piensas que jamás vas a poderte enamorar de la misma forma y la vida te enseña que en cada relación se van aprendiendo cosas nuevas".

## Rendimiento comercial
«Lo aprendí de ti» alcanzó la posición treinta y dos en la lista Hot Latin Songs, diecinueve en Latin Pop Songs, y cuarenta y ocho en Latin Airplay de Estados Unidos. Adicionalmente en el país ingreso en la posición cuarenta y seis en Latin Digital Songs Sales. En México, se ubicó en el primer lugar en las listas México Español Airplay, y la séptima posición en México Airplay, ambas de Billboard. En el mismo país, llegó a la primera posición en el Monitor Latino. En el año 2017, el tema recibió el disco doble de platino en territorio mexicano, entregado por AMPROFON. En junio de 2020, la canción se certificó con cuádruple disco de platino en México, mientras que el 18 de febrero de 2021, alcanzó el cuádruple disco de platino más oro.

## Vídeo musical
El videoclip de «Lo aprendí de ti» se estrenó en las plataforma del dúo el 6 de marzo de 2015.  En él se ve a las integrantes interpretando la canción frente a un público del concierto Primera Fila, logrando su certificación VEVO en el año 2016. Fue grabado en los Estudios Churubusco en México y dirigido por Nahuel Lerena y Pato Byrne. A partir de noviembre del 2018 el vídeo se convirtió en el más visto en formato Primera fila (en vivo), superando la canción Perdón, perdón (también del dúo) que mantenía ese lugar desde el 8 de junio del 2015. El 13 de septiembre de 2020, consiguió un billón de reproducciones, convirtiéndose en la primera balada en español de la historia en alcanzar dicha cifra.

## Presentaciones en vivo
El tema ha sido incluido en las giras 1F Hecho Realidad Tour y la Gira 100 años contigo. Ha sido interpretado desde el año 2015 hasta el año 2019. Ha*Ash ha cantando en una oportunidad el tema «Lo aprendí de ti» con la participación de otros artista:
- 28 de abril de 2016, junto a Kany García y Fanny Lu en la ceremonia de los premios Billboard en 2016.[23]

## Usos en los medios de comunicación
La canción fue utilizada con mucha frecuencia en la telenovela peruana Ven, Baila Quinceañera y en su secuela VBQ: Todo por la Fama.

## Créditos y personal
Créditos adaptados de las notas del álbum.

### Grabación y gestión
- Grabado en Estudios Churubusco (Ciudad de México)
- Mezclado en Cutting Cane Studios
- Posproducción en The Shoe Box
- Publicado por Sony Music Entertainment México, S.A. De C.V. en 2014.
- Administrado por Sony / ATV Discos Music Publishing LLC / Westwood Publishing

### Personal
- Ashley Grace: voz
- Hanna Nicole: voz
- Pablo De La Loza: teclados, coproducción, programador, arreglos, ingeniería adicional
- Tim Mitchell: guitarra, producción, programador, arreglos, ingeniería adicional
- George Noriega: producción, programador, arreglos, ingeniería adicional
- Uri Natenzon: bajo
- Ben Peeler: lap steel guitar
- Ezequiel Ghilardi: batería
- Brad Blackwood: maestro de ingeniería
- Juan Pablo Fallucca: ingeniería de grabación
- Charles Dye: ingeniería de mezcla

## Posicionamiento en listas
| Listas (2015)                              | Mejor posición |
| ------------------------------------------ | -------------- |
| Estados Unidos (Hot Latin Songs)           | 32             |
| Estados Unidos (Latin Pop Songs)           | 19             |
| Estados Unidos (Latin Airplay)             | 48             |
| Estados Unidos (Latin Digital Songs Sales) | 46             |
| México (México Airplay)                    | 7              |
| México (México Español Airplay)            | 1              |
| México (Monitor Latino)                    | 2              |
| México Tocadas (Monitor Latino)            | 4              |

| Listas (2016)                           | Mejor posición |
| --------------------------------------- | -------------- |
| México (Monitor Latino)                 | 3              |
| México Top 100 tocadas (Monitor Latino) | 6              |

## Certificaciones
| País (organismo certificador) | Certificación         | Unidades certificadas |
| ----------------------------- | --------------------- | --------------------- |
| México (AMPROFON)             | Diamante + 3x Platino | 480 000               |

## Premios y nominaciones
| Año  | Premio                | Categoría         | Resultado | Ref    |
| ---- | --------------------- | ----------------- | --------- | ------ |
| 2015 | MTV Millennial Awards | Hit del año       | Nominadas | [ 27 ] |
| 2016 | Premios SACM          | Premio Éxito SACM | Ganadoras | [ 28 ] |
| 2016 | Vevo Certified Award  | Vevo Certified    | Ganadoras | [ 29 ] |